# Việt Long
Việt Long là xã thuộc huyện Sóc Sơn, thành phố Hà Nội, Việt Nam.

## Địa lý
Việt Long nằm ở phía đông huyện Sóc Sơn. Phía đông giáp huyện Hiệp Hòa, tỉnh Bắc Giang; phía nam giáp huyện Yên Phong, tỉnh Bắc Ninh; phía bắc giáp xã Xuân Giang; phía tây giáp xã Bắc Phú cùng huyện.
Việt Long là một xã nông nghiệp với 444,1 ha đất nông nghiệp trên 694,4 ha tổng diện tích. Người dân nơi đây chủ yếu canh tác lúa nước, ngũ cốc và các loại rau màu.

## Lịch sử
Trong quá khứ, khi cách mạng tháng 8 năm 1945 thành công, nhà nước Việt Nam có chủ trương thành lập đơn vị xã thay cho đơn vị tổng. Tổng Đan Tảo được tách ra làm hai xã, các thôn Tiên Tảo, Lương Phúc lập thành xã Thiên Phúc, thôn Tăng Long, Bắc Vọng lập thành xã Tăng Long.
Tháng 7 năm 1949, để phục vụ cuộc chiến với thực dân Pháp, chính quyền Việt Nam đã sáp nhập 2 xã Đại Cát và Thiên Phúc để thành lập xã Dũng Tiến. Cuối năm 1949, tiếp tục gộp 2 xã Tăng Phúc (gồm các thôn: Bắc Vọng, Tăng Long, Lương Phúc) và xã Dũng Tiến (gồm các thôn Tiên Tảo, Lương Xuân, Đại Phùng, Ngọc Hà, Xuân Tảo, Đại Tảo, Yên Xào, Lai Cách) lại và lấy tên là xã Dũng Tiến.
Sau cải cách ruộng đất năm 1955, xã Dũng Tiến được tách ra thành Việt Long và Xuân Giang, riêng thôn Bắc Vọng được cắt về xã Bắc Phú. Xã Việt Long từ đó gồm 3 thôn: Tiên Tảo, Lương Phúc và Tăng Long.
Năm 1996, thôn Đông Ngàn được thành lập dựa trên cơ sở tách ra từ thôn Tăng Long, nâng số thôn trong xã Việt Long lên 4 thôn.
Kể từ khi thành lập năm 1955, xã Việt Long không có biến đổi gì về địa giới hành chính.

## Đình Tiên Tảo
Đình Tiên Tảo là di tích lịch sử văn hóa lâu đời trên địa bàn xã Việt Long, huyện Sóc Sơn thành phố Hà Nội. Cũng giống như các làng cổ khác thuộc lưu vực sông Cầu, sông Thương, sông Cà Lồ. Làng Tiên Tảo thờ đức thánh Tam Giang – những vị tướng nổi tiếng trung quân ái quốc dưới thời Triệu Việt Vương.
Theo truyền thuyết thánh Tam Giang: Ngày xưa ở làng Vân Mẫu, thành phố Bắc Ninh có một người con gái tên là Phùng Từ Nhan. Năm 18 tuổi, Từ Nhan chiêm bao thấy thần Long từ trên trời hạ xuống quấn mình trên sông Lục Đầu, sau đó bà mang thai 14 tháng và sinh hạ được cái bọc 5 con: 4 trai 1 gái. Do là con trời ban cho nên bà lấy họ Trương của Ngọc Hoàng đặt cho các con là Trương Hống, Trương Hát, Trương Lừng, Trương Lẫy và Trương Đạm Nương. Thời gian sau đó, Ngọc Hoàng sai Lã Tiên Ông xuống trần dạy văn võ cho 5 người con tại bãi Tràng Học gần nhà Cổ Trạch. Năm anh em đều văn võ song toàn, lớn lên hưởng ứng lời kêu gọi của Triệu Việt Vương, họ xung phòng làm tướng tiến đánh giặc Lương ở đầm Dạ Trạch và giành thắng lợi lớn. Trương Hống được phong tướng trấn giữ làng Tiên Tảo (Sóc Sơn, Hà Nội), Trương Hát được phong tướng trấn giữ làng Tam Lư (Từ Sơn, Bắc Ninh).
Khi Triệu Quang Phục lên ngôi vua, Lý Phật Tử đã đem quân đánh lại nhưng không thắng, bèn dùng kế cầu hôn gả con. Trương Hống và Trương Hát đã can Triệu Việt Vương nhưng Vua không nghe nên bị mắc mưu rồi bị đánh bại. Lý Phật Tử đoạt được ngôi vua, biết các ông là tướng tài giỏi bèn cho người mời ra làm quan. Song các ông nhất lòng trung quân, mắng lại rằng: “Tôi trung chẳng thờ hai vua, huống hồ hắn là kẻ vong ơn bội nghĩa?” Biết không thể khuất phục được, Lý Phật tử lệnh truy bắt các ông khắp nơi. Các ông biết không thoát được liền tự vẫn ở dòng sông Cầu để giữ trọn tấm lòng trung với vua. Ngọc Hoàng Thượng đế cảm thương đã sắc phong Trương Hống, Trương Hát làm thần sông. Nhân dân 372 làng dọc theo sông Cầu và các nơi hai ông từng đóng quân đánh giặc đều thương tiếc, lập đền thờ làm Thần. Các triều đại nhà Ngô, Đinh, Lê, Lý sau đó được âm phù giữ yên bờ cõi nên đều phong anh em họ Trương là Đức thánh Tam Giang - đại vương thượng đẳng thần. Thánh Tam Giang còn gắn liền với huyền thoại ra đời tác phẩm Nam quốc sơn hà, bản tuyên ngôn độc lập đầu tiên của người Việt.